# Pietro Sacconi
Pietro Sacconi (Borgonovo Val Tidone, 1840 – Kora Nagott, Ogadén, 12 de agosto de 1883) fue un comerciante y explorador italiano.

## Biografía
Nació en una familia numerosa, formada por sus padres, Gaetano Saconi y Giuseppa Astorri, y siete hermanos. En 1866, participó en la tercera guerra de independencia italiana, a las órdenes de Garibaldi. Luego dirigió una fábrica de mármol en Nápoles y otra de productos químicos en Milán. 
Se trasladó a Egipto y trabajó en la construcción del Canal de Suez. Estuvo en la ciudad árabe de Yeda como agente comercial y volvió a Egipto, para trabajar de nuevo en el canal. En 1869, viajó a los puertos de Adén y Zeila para canjear fusiles por productos de esos territorios. Posteriormente visitó varias ciudades como Bulhar, Berbera y Harar, estudió la lengua somalí y las costumbres de los habitantes de estas regiones. Realizó un viaje al interior de Abisinia, deteniéndose a su regreso para visitar el puerto de Asab. En 1872, fue hecho prisionero por una tribu somalí y tuvo que pagar un fuerte rescate para ser liberado.
A partir de 1875, viajó por Estados Unidos, Ceilán, China, la India y el Japón, dedicándose al comercio y la importación de objetos de arte del Asia Oriental, negocio que acabó abandonando por deficitario. 
Regresó de nuevo a África para trabajar con su hermano Gaetano, agente comercial en Harar. Sacconi entró allí en contacto con Arthur Rimbaud, que residía en la ciudad desde hacía varios años. En junio de 1883, viajó con Rimbaud y otros europeos para verificar los rumores de un posible ataque sobre Harar. A partir de julio, sus compañeros volvieron a Harar, y Sacconi siguió viaje acompañado por nueve sirvientes. En agosto de 1883, en el pueblo de Kora Nagott del Ogadén, fue asesinado junto con cuatro de sus sirvientes por tribus somalíes locales. 